# 18 Brygada Kawalerii (austro-węgierska)
18 Brygada Kawalerii (18. KBrig.) – brygada kawalerii cesarskiej i królewskiej Armii.

## Historia brygady
W 1871 roku 3. Brygada XIII Dywizji w Peczu (niem. Fünfkirchen) została przeniesiona do nowo utworzonej 31 Dywizji Piechoty.
W 1876 roku Brygada Kawalerii w Peczu została wyłączona ze składu 31 Dywizji Piechoty w Budapeszcie, usamodzielniona, przemianowana na 18 Brygadę Kawalerii i podporządkowana bezpośrednio generałowi komenderującemu, który stał na czele Generalnej Komendy w Budapeszcie.
W 1880 roku komenda brygady została przeniesiona z Peczu do Székesfehérváru (niem. Stuhlweißenburg).
1 stycznia 1883 roku, w związku z reorganizacją terytorialnych władz wojskowych, brygada została podporządkowana komendantowi 4 Korpusu.
W 1886 roku komenda brygady została przeniesiona z Székesfehérváru do Budapesztu.
W latach 1889–1893 w skład brygady wchodził:
- Pułk Huzarów Nr 10,
- Pułk Huzarów Nr 13[7][8].

W 1893 roku w skład brygady został włączony Pułk Huzarów Nr 16, który dotychczas stacjonował w Rzeszowie i był podporządkowany komendantowi tamtejszej 14 Brygady Kawalerii, natomiast Pułk Huzarów Nr 13 został włączony do 4 Brygady Kawalerii w Budapeszcie.
W 1894 roku w skład brygady został włączony Pułk Ułanów Nr 12, który dotychczas stacjonował w Osijeku i był podporządkowany komendantowi 13 Brygady Kawalerii w Zagrzebiu, natomiast Pułk Huzarów Nr 10 został włączony do 6 Brygady Kawalerii w Miszkolcu.
W 1895 roku w skład brygady wchodził:
- Pułk Huzarów Nr 16,
- Węgierski (chorwacko-slawoński) Pułk Ułanów Nr 12[13].

W tym samym roku komenda brygady została przeniesiona do Złoczowa i podporządkowana komendantowi Dywizji Kawalerii Lwów. W skład brygady włączono:
- Pułk Huzarów Nr 12,
- Galicyjski Pułk Ułanów Nr 13.

Natomiast Pułk Huzarów Nr 16 i Pułk Ułanów Nr 12 podporządkowano komendantowi 4 Brygady Kawalerii w Budapeszcie.
W 1903 roku zmieniono pisownię formacji z „Cavallerie” na „Kavallerie” co wiązało się ze zmianą nazwy brygady na „18. Kavalleriebrigade”.
W 1904 roku w skład brygady został włączony Galicyjsko-bukowiński Pułk Dragonów Nr 9, który dotychczas był podporządkowany komendantowi 15 Brygady Kawalerii w Tarnopolu i został przeniesiony z Brzeżan i Zborowa do Lwowa, natomiast Pułk Huzarów Nr 12 został przeniesiony ze Lwowa do Aradu i włączony do 7 Brygady Kawalerii w Timișoarze.
W latach 1904–1908 w skład brygady wchodził:
- Galicyjsko-bukowiński Pułk Dragonów Nr 9,
- Galicyjski Pułk Ułanów Nr 13[20].

W 1908 roku komenda brygady została przeniesiona do Wiednia i podporządkowana komendantowi Dywizji Kawalerii Wiedeń, która w 1912 roku została przemianowana na 3 Dywizję Kawalerii. W skład brygady włączono:
- Pułk Dragonów Nr 4 (stacjonował na terytorium 14 Korpusu),
- Pułk Dragonów Nr 15[21].

Natomiast Galicyjsko-bukowiński Pułk Dragonów Nr 9 został włączony do 21 Brygady Kawalerii we Lwowie, a Galicyjski Pułk Ułanów Nr 13 do 15 Brygady Kawalerii w Tarnopolu.
W 1912 roku w skład brygady został włączony Galicyjski Pułk Ułanów Nr 4, natomiast Pułk Dragonów Nr 15 został podporządkowany komendantowi 21 Brygady Kawalerii.
W latach 1912–1914 w skład brygady wchodził:
- Pułk Dragonów Nr 4 (eksterytorialnie),
- Galicyjski Pułk Ułanów Nr 4[24][25].

## Komendanci brygady
- GM Hermann von Ramberg ( – 1873 → komendant XIV Dywizji)
- płk Robert von Kutschenbach (1873 – 1874)
- płk książę Viktor Louis August Rohan-Guémenée, Rochefort et Montauban (1874 – 1 V 1875 → stan spoczynku w stopniu tytularnego generała majora[26])
- płk / GM Józef Rodakowski (1875[1] – 1880 → urlopowany[27])
- GM Johann Szivó de Bunya (1880 – 1 V 1885 → stan spoczynku w stopniu tytularnego FML[28])
- GM Karl von Klenck (1885 – 1 XI 1886 → stan spoczynku[29])
- GM Anton Gyömörey von Gyömöre und Teölvár (1886[6] – 1891 → urlopowany)
- płk / GM August von Norman (1891 – 1 V 1894 → stan spoczynku[30])
- GM Adalbert Christalnigg von und zu Gillitzstein (1894[13] – 1 IV 1897 → stan spoczynku[31])
- GM Josef Albert Freund von Arlhausen (1897 – 1899 → komendant 11 Brygady Kawalerii)
- GM Ernst Friedrich Dietrich von dem Hagen (1899 – 2 V 1901 → urlopowany[32])
- płk / GM Oskar Weber von Ebenhof (1901 – 1906 → generał przydzielony komendantowi 6 Korpusu)
- GM Svetozar Davidov von Illáncsa (1906 – 1 XI 1907 → stan spoczynku)
- płk / FML Lothar Franz Sales Unterrichter von Rechtenthal (1907[15] – 1 I 1913 → stan spoczynku)
- GM Viktor Mayr (1913 → komendant 10 Dywizji Kawalerii[33])
- GM Eugen Ruiz de Roxas (1913 – 1914[34])